# Groene Wandeling
De Groene Wandeling is een wandel- en fietsroute rondom het Brussels Hoofdstedelijk Gewest, maar steeds binnen de grenzen ervan. De afstand bedraagt ongeveer 65 kilometer. De route verbindt de parken van de zogenaamde "tweede kroon" rond het Gewest. De Groene Wandeling kan beschouwd worden als de Brusselse tegenhanger van de LF-route (icoonfietsroute) Groene Gordelroute die ruimer rond Brussel loopt, volledig in Vlaanderen.

## Parcours
In wijzerzin worden bij vertrek in het noorden achtereenvolgens de volgende gemeenten aangedaan:
- Schaarbeek
- Evere
- Sint-Lambrechts-Woluwe
- Sint-Pieters-Woluwe
- Oudergem
- Watermaal-Bosvoorde
- Ukkel
- Vorst
- Anderlecht
- Sint-Jans-Molenbeek
- Sint-Agatha-Berchem
- Ganshoren
- Jette
- Brussel
  - Laken
  - Neder-Over-Heembeek

Tussen Vorst en Anderlecht verlaat de route even het Brussels Gewest om enkele tientallen meters de Industrielaan te Drogenbos (Vlaams Gewest) te volgen. Een bocht te Sint-Agatha-Berchem waar enkele honderden meters door Dilbeek dienden afgelegd te worden, werd in de loop van 2010-2011 rechtgetrokken.

### Fietsbrug Dikke Linde
In augustus 2025 werd een fietsbrug geplaatst over de rotonde DIkke Linde (Laken) van de A12, waar deze autoweg omgevormd wordt tot stadsboulevard. De brug is gemaakt uit cortenstaal en wordt toegankelijk vanaf de herfst van 2025.

## Bewegwijzering
De route is bewegwijzerd met de groene wijzers die als standaard gelden voor de bewegwijzering van recreatieve wandel- en fietsroutes in het gewest, dit in tegenstelling tot de Gewestelijke Fietsroutes. Deze laatste hebben enkel als doel vanuit de "vijfhoek" van het Brusselse stadscentrum een aantal plaatsen van gewestelijk belang te bereiken via een voor de gewone fietser berijdbare route.
In dit recreatieve wandel- en fietsnetwerk draagt de Groene Wandeling het nummer "01".
De wegwijzers zijn in de regel aangebracht op houten paaltjes die weleens moeilijk vindbaar zijn. Op een aantal plaatsen volgt de fietsroute een voorlopig parcours en wordt zij aangeduid met een rechthoekige wegwijzer die doorgaans is aangebracht aan een verkeersbord.
Op belangrijke oriëntatiepunten of bij bezienswaardigheden staat een informatiebord met inlichtingen over de Groene Wandeling zelf en de bijzonderheden van de onmiddellijke omgeving.
Een aantal stukken van het parcours zijn slechts toegankelijk voor wandelaars. Op deze plaatsen worden de fietsers afgeleid en gelden voor hen bijzondere wegwijzers. Fietsers vinden ook regelmatig waarschuwingsborden, bijvoorbeeld waar een drukke weg genaderd wordt.

## Kwaliteit en toegankelijkheid
Zoals al vermeld, volgt het parcours af en toe een voorlopige route. Dit maakt het parcours niet steeds toegankelijk voor stads- of vouwfietsen.
De beklimming van het Plateau van Engeland vanuit Kinsendaal (via de Borreweg) is bepaald veeleisend. Dit geldt voor een zeer groot deel van het zuidoostelijke kwart van de route. Het parcours langs de Perkstraat is van bedroevende kwaliteit door de staat van de kasseien. In Watermaal-Bosvoorde bevat een stuk fietspad meerdere treden, waardoor afstappen noodzakelijk is bij de beklimming.
Voor wandelaars ligt het parcours in goede staat en dient enkel rekening gehouden worden met een af en toe steile klim.
In functie van de toegankelijkheid worden de fietsers af en toe langs een andere weg dan de wandelaars geleid.

## Galerij

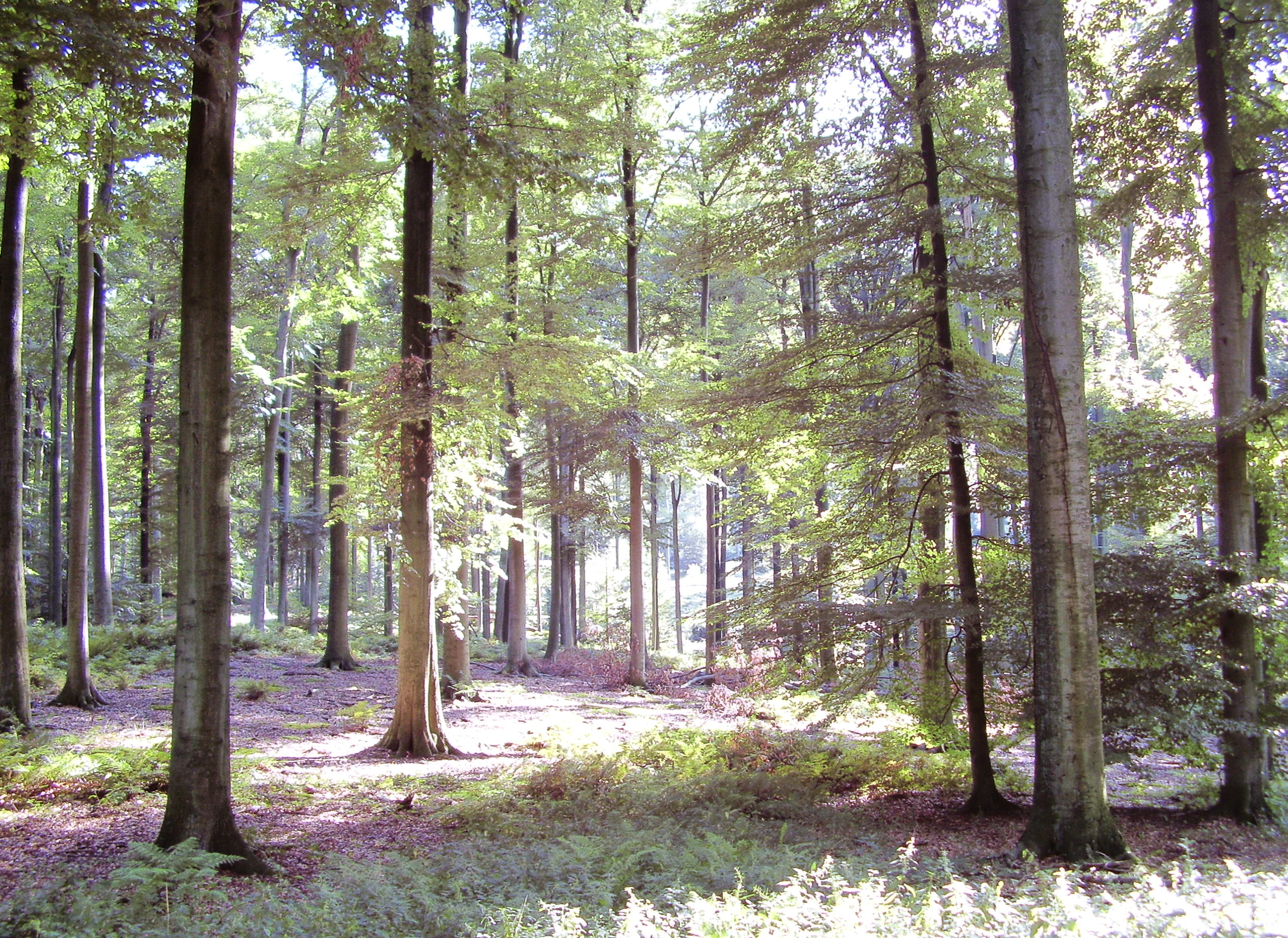
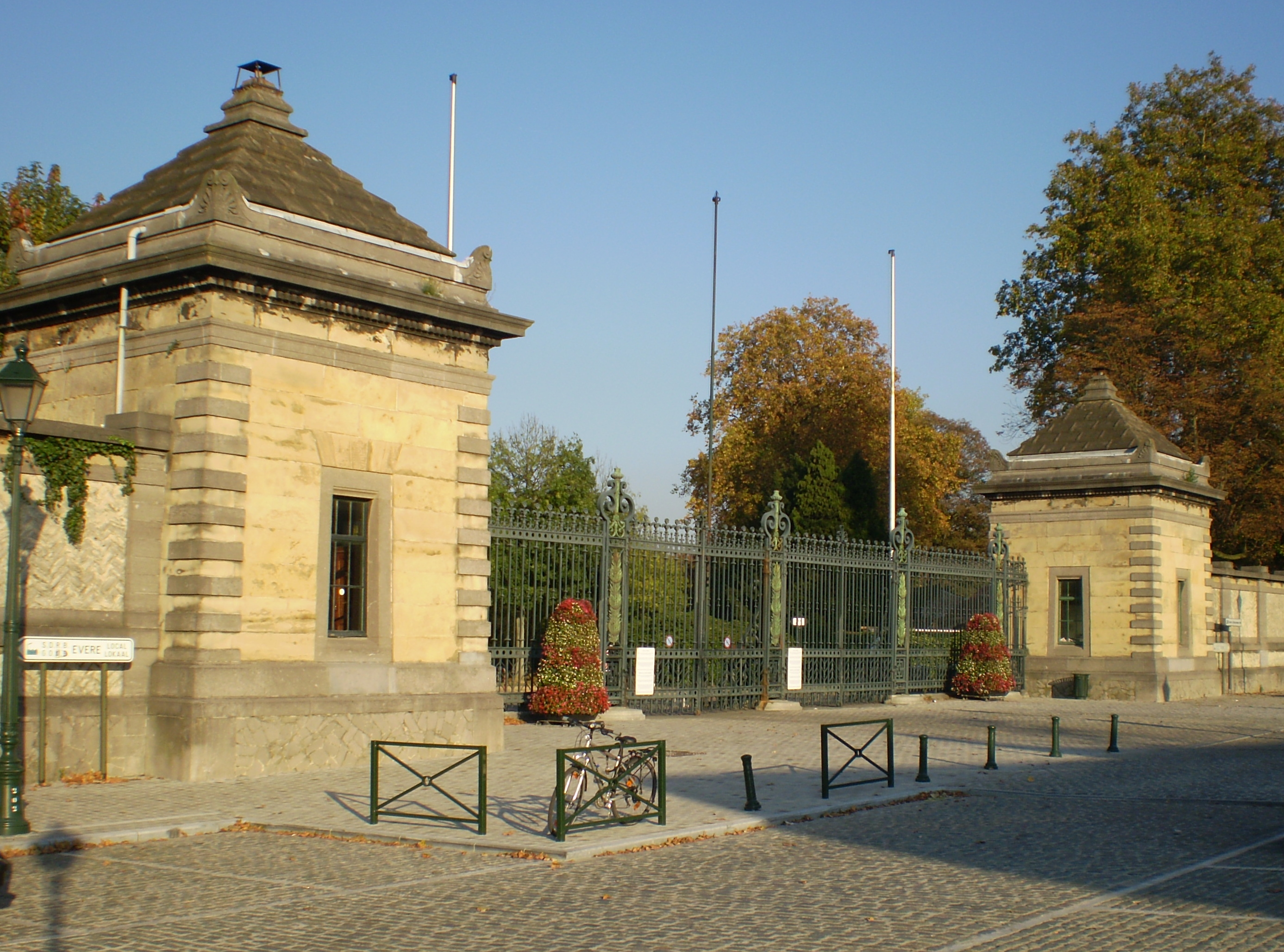
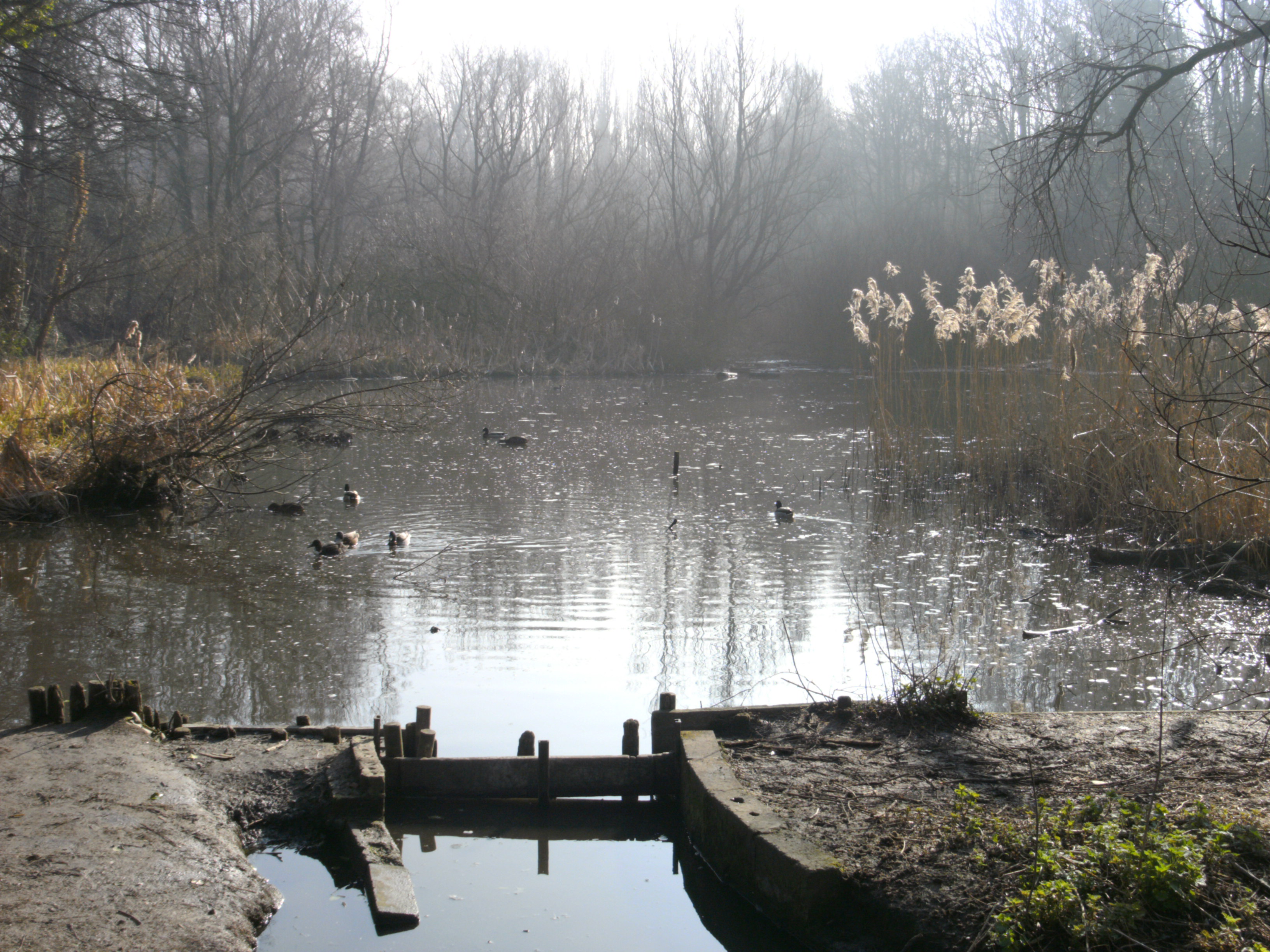
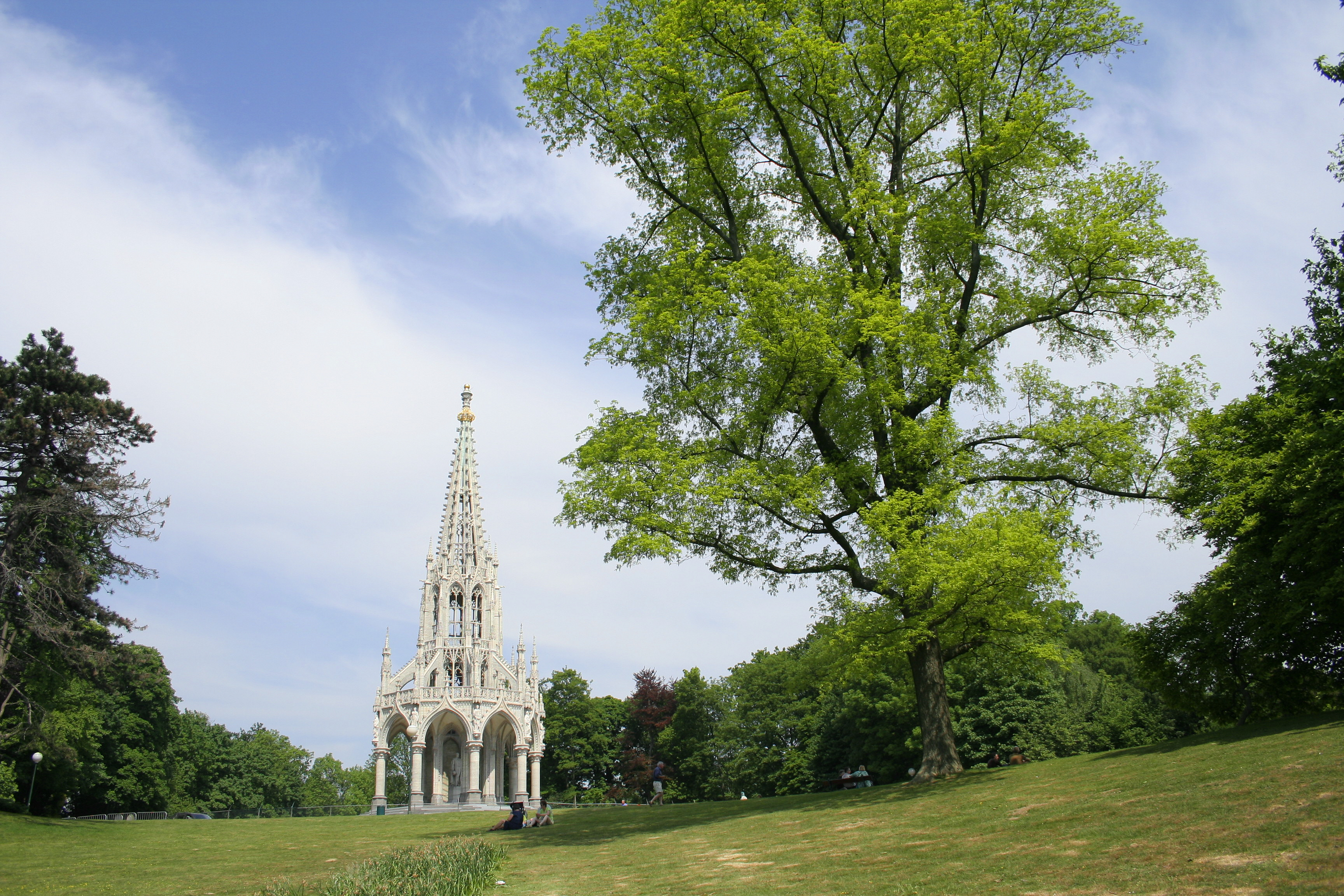
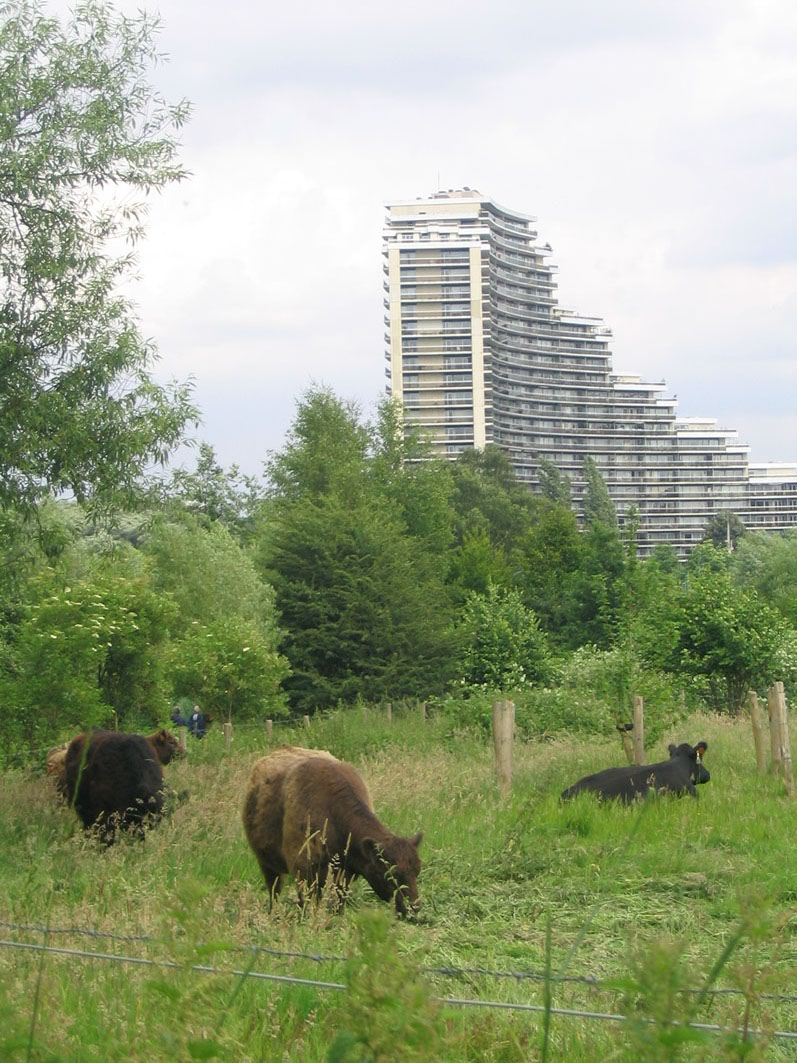